# بنوا پوتیه
بنوا پوتیه، (به فرانسوی: Benoît Potier) (زاده ۳ سپتامبر ۱۹۵۷) کارآفرین، بازرگان و مدیر ارشد اجرایی فرانسوی است، که اکنون به‌عنوان مدیر عامل اجرایی شرکت ایر لیکوئید فعالیت می‌نماید.